# Pomponio Allegri
Pour les articles homonymes, voir Allegri.
Pomponio Allegri, ou « Pomponio Leiti » (né le 3 septembre 1522 à Correggio et qui meurt dans cette ville en 1593 est un peintre italien du XVIe siècle de l'école de Parme.

## Biographie
Fils d'Antonio Allegri, dit « Le Corrège » (v. 1489- 1534), mais orphelin à l'âge de 13 ans, Pomponio Allegri ne reçût de ce dernier que les premiers éléments de son art ; c'est Francesco Maria Rondani, un des élèves du grand maître, qui compléta sa formation. 
En 1542, ayant hérité de l'importante fortune de son père et bénéficiant de sa renommée, il alla s'installer à Parme où il ne tarda pas à être chargé d'importants travaux. Un certain nombre de ses peintures existent encore dans les églises de la ville et un tableau Moïse montrant aux Israëlites les tables de la Loi est conservé à l'Accademia delle Belli Arti de Parme.
Ces œuvres montrent que si Pomponio s'inspirait de la manière de son père, il n'en avait pas le talent, et, de plus, malgré sa fortune initiale et les ressources de son travail, il dut vendre ses biens et finit dans la misère.
À l'exemple de son père, il prit parfois le nom de Leiti, Lieto ou Lætus, traductions latines de l'italien Allegri.
Antonio di Allegri peintre de Corregio, qui exerçait à Carpi à la fin du XVIe siècle, est son fils présumé.

## Sources
- Dictionnaire critique et documentaire des peintres, sculpteurs, dessinateurs et graveurs de tous les temps et de tous les pays, sous la direction de E. Bénézit - Tome premier A à C - Éditeur D. Roger et F. Chernoviz, Paris, 1911